# Eunidia atripes
Eunidia atripes är en skalbaggsart som beskrevs av Stefan von Breuning 1960. Eunidia atripes ingår i släktet Eunidia och familjen långhorningar. Inga underarter finns listade i Catalogue of Life.